# Ōtawara
Ōtawara (en japonés:大田原市,Ōtawara-shi) es una ciudad en el noreste de la Prefectura de Tochigi, Japón. Se ubica en la región Kanto a unos 217 m.s.n.m, donde corre el río Naka (那珂川) y a 150 km al norte de la capital de la prefectura. Su área es de 354,12 km² y su población total estimada es de 76.076 (2014).

## Ciudades hermanadas
Ōtawara mantiene un hermanamiento de ciudades con:
- West Covina, California, Estados Unidos.
- Saint Andrews, Escocia, Reino Unido.